# Nasr Abu Zayd

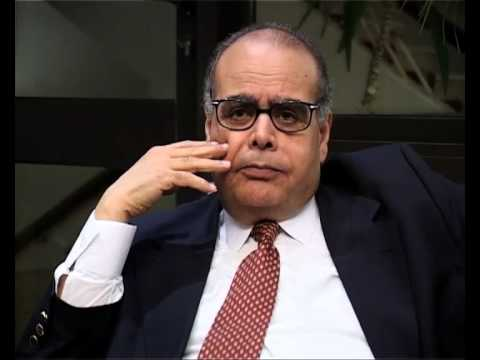
Nasr Abu Zayd

Nasr Hamid Abu Zayd, född 10 juli 1943 i Quhafa nära Tanta, död 5 juli 2010 i Kairo, var en egyptisk muslimsk teolog med inriktning på hermeneutisk tolkning av Koranen.

## Biografi
År 1987 blev han assisterande professor vid institutionen för studier av det arabiska språket och litteratur på Kairo-universitetet, där han ägnade sig åt att studera tolkningar av Koranen. 1995 var han på förslag att bli utnämnd till professor vid samma institution.

## Domen mot Nasr Abu Zayd
Samtidigt som Nasr Abu Zayd blev utnämnd till professor 1995 blev han ställd inför domstol anklagad för att ha avfallit från islam i och med sina studier av Koranen ur litteraturvetenskaplig synvinkel. De artiklar som granskades i och med professorsutnämningen ansågs vara kritiska till islam. På grund av dessa anklagelser gick inte utnämningen till professor igenom. En egyptisk domstol förklarade att han var att betrakta som avfälling och därmed inte längre muslim. Han var sedan länge gift med en muslimsk kvinna, Dr. Ibthal Younis (professor i fransk litteratur, vid Kairo universitet). Enligt sharia och islamisk familjerätt kan inte muslimska kvinnor vara gifta med icke-muslimska män, och då Nasr Abu Zayd förklarats icke-muslim, måste deras äktenskap upplösas. Abu Nasr Zayd och Ibthal Younis tvingades i och med domen att lämna Egypten. Fallet ledde till internationella reaktioner och diskussioner om att domen bröt mot de mänskliga rättigheterna.